# Ашковиц, Дженна
Дженна Ноэль Ашковиц (англ. Jenna Noelle Ushkowitz, кор. 제나 우슈코비츠, род. 28 апреля 1986 в Сеуле, Южная Корея) — американская актриса, певица и писатель.

## Ранние годы
Ашковиц родилась в Сеуле; в возрасте трёх месяцев она была удочерена американцами польско-итальянского и ирландо-английского происхождения. Она росла в Ист-Медоу (Нью-Йорк). Дженна воспитывалась в католической вере (её фамилия перешла ей от её приёмного деда по отцовской линии, который был польско-еврейского происхождения) и посещала Parkway Elementary School и Holy Trinity Diocesan High School, католическую школу в Хиксвилле (Лонг-Айленд), известную сильным театральным образованием.

## Карьера
Дженна Ашковиц начала карьеру в трёхлетнем возрасте с участия в программе «Улица Сезам». Активно работала на театральной сцене, играя в таких постановках, как «Отверженные», «Король и я», «Проект Ларами» и «Весеннее пробуждение». Широкую известность актрисе принесла роль Тины Коэн-Чанг в популярном музыкальном телесериале «Хор» (2009—2015). В 2019 вместе с коллегой по «Хору» Кевином Макхейлом стала ведущей подкаста «Showmance» на платформе PodcastOne.

## Личная жизнь
Дженна встречалась со звездой телесериала «Дневники вампира» Майклом Тревино, но в мае 2014 года пара рассталась.
В июле 2021 года Ашковиц вышла замуж за Дэвида Стэнли.

## Активизм
Помимо своей работы в «Kindred Foundation» (англ. «Фонде Сородичей»), она выступает за большое количество других вещей. В 2012 году она с партнёром по «Хору» Кевином Макхейлом приняла участие в кампании NoH8, поддерживая отмену «Предложения 8», которое ранее запрещало однополые браки в Калифорнии. Ашковиц также работала с «NYCLASS» (организация по защите прав животных) и «Oceana» (организация, борющаяся за сохранение океанов). Летом 2015 года она совершила поездку с «Oceana» на Нормандские острова, чтобы повысить осведомлённость о чрезмерном вылове кормовой рыбы, повлиять на её выживание. В том же году она провела мероприятие «Nautica Oceana Beach House 2015». Она также предприняла усилия по повышению осведомлённости об уменьшающейся популяции морских львов в Калифорнии, аналогично случившееся из-за чрезмерного вылова кормовой рыбы.

## Фильмография
| Год       |     | Русское название                   | Оригинальное название         | Роль           |
| --------- | --- | ---------------------------------- | ----------------------------- | -------------- |
| 2007      | с   | Всё тип-топ, или Жизнь Зака и Коди | The Suite Life of Zack & Cody | скрипачка      |
| 2009—2015 | с   | Хор                                | Glee                          | Тина Коэн-Чанг |
| 2011      | док | Хор: Живой концерт в 3D            | Glee: The 3D Concert Movie    | Тина Коэн-Чанг |
| 2017      | ф   | Жёлтая лихорадка                   | Yellow Fever                  | Азия Брэдфорд  |
| 2017      | ф   | И снова здравствуйте               | Hello Again                   | Мэри           |

## Награды и номинации
| Год  | Премия                         | Категория                                    | Работа | Результат |
| ---- | ------------------------------ | -------------------------------------------- | ------ | --------- |
| 2010 | Gold Derby                     | Лучший актёрский состав                      | Хор    | Номинация |
| 2010 | Премия Гильдии киноактёров США | Лучший актёрский состав в комедийном сериале | Хор    | Победа    |
| 2011 | Премия Гильдии киноактёров США | Лучший актёрский состав в комедийном сериале | Хор    | Номинация |
| 2012 | Премия Гильдии киноактёров США | Лучший актёрский состав в комедийном сериале | Хор    | Номинация |
| 2013 | Премия Гильдии киноактёров США | Лучший актёрский состав в комедийном сериале | Хор    | Номинация |